# Sans chemise, sans pantalon
Pour les articles homonymes, voir Chemise.
Singles de Rika Zarai
La Mayonnaise
(1974) Le Petit Train (Ding-A-Dong)
(1975)
Sans chemise, sans pantalon, aussi titrée Nous allons danser sans chemise, sans pantalon, est une chanson interprétée en 1958 par Gérard La Viny et reprise, entre autres, par Rika Zaraï en 1975.

## Histoire
La chanson est signée Léon Agel et Jack Le Bourgeois. En 1958, le chanteur guadeloupéen Gérard La Viny l'enregistre en 45 tours.
Rika Zaraï en fait un tube en 1975. En 1982, elle sort sur son album Chante l'ami le titre Sans pyjama, sans chemise, sans pantalon, dont les paroles sont différentes,.

## Reprises
- 1965 : Les Matelots (une formation du Québec)
- 1975 : Rika Zaraï
- 1975 : Julien Clerc
- 1986 : La Compagnie créole